# Anacroneuria paisa
Anacroneuria paisa is een steenvlieg uit de familie borstelsteenvliegen (Perlidae). De wetenschappelijke naam van de soort is voor het eerst geldig gepubliceerd in 2006 door Zúñiga & Stark.